# Kálium-hipoklorit
A kálium-hipoklorit a hipoklórossav káliumsója, képlete KOCl.
Csak hideg, híg oldatban stabil, lúgos közegben. Fertőtlenítőnek használható.
A mezőgazdaságban előszeretettel alkalmazzák a talaj káliumszintjének és pH-értékének (lúgosságának) növelésére. A bomlásterméke, a kálium-klorid sokkal kevésbé káros a növényekre, mint a nátrium-klorid.
Először Claude Louis Berthollet állította elő 1789-ben, javeli labóratóriumában, amikor hideg, híg kálium-hidroxid oldatba klórgázt vezetett.
Cl2 + 2 KOH → KCl + KOCl + H2O
A nyert oldat „Eau de Javel” néven ismert fertőtlenítőszer lett (eau franciául vizet jelent).
Házilag is előállítható hideg, híg kálium-klorid oldat elektrolízisével, a katódon hidrogén és kálium-hidroxid, az anódon oxigén és klór keletkezik. A klór a fenti egyenlet szerint reagál a kálium-hidroxiddal.
Egyéb fertőtlenítőszerekkel keverni nem ajánlatos, mert savakkal érintkezve halálosan mérgező klórgáz szabadul fel.
Ammónia oldattal érintkezve robbanékony nitrogén-triklorid keletkezik.